# Miroslav Štěpánek
Miroslav Štěpánek (2. prosince 1923 Libčice nad Vltavou – 28. listopadu 2005, Praha) byl režisér, výtvarník, scenárista a scénograf, vedle Jiřího Trnky nejvýznamnější osobnost českého animovaného filmu.

## Život

### Studium
Maturoval na Dvořákově gymnáziu v Kralupech nad Vltavou. Krátce studoval na FF UK v Praze obor kunsthistorie, tato studia nedokončil.
V roce 1950 absolvoval DAMU (obor scénografie u profesorů J. Rabana a F. Tröstera). Součástí studia byla tříletá část oficiální výuky výtvarné průpravy u malíře a grafika prof. Františka Tichého na VŠUP, kde mimo něj v té době byl silný vliv i prof. Karla Svolinského či dalších významných pedagogů těchto let.
Dle hesla v Encyklopedii výtvarníků loutkového divadla v Českých zemích a na Slovensku od vystopovatelné minulosti do roku 1950 od Milana Knížáka (vydal RNDr. Fr. Skopec, CSc. – Nucleus HK v roce 2005) Miroslav Štěpánek v době studií například navrhl výpravu i loutky ke hře Josefa Pehra a Leo Spáčila "Guliver v Maňáskově" pro loutkářský soubor posluchačů III. ročníku AMU, hrající v pražském studentském divadle Disk. Premiéra 18.11. 1949.
motto:
„Pojedeme spolu napůl. Vždyť jsme kamarádi.“

Miroslav Štěpánek se věnoval volné graﬁcké tvorbě, loutkám, karikatuře, scénografii, tvorbě knižních ilustrací, typografii, plastice, počítačové graﬁce, převážně však výtvarné práci a režii v animovanému filmu.
Na začátku své profesionální dráhy vytvořil několik scénografických prací např. pro balet Národního divadla a měl velký zájem působit jako knižní ilustrátor, k čemuž se pojí několik jeho knižních realizací, z nejvýznamnějších Fidlovačka J. K. Tyla, 1958 a Kladské povídky J. Š. Kubín, 1958. Některá další ceněná ilustrační díla pro vydání knih například O. Pavla, B. Hrabala, F. M. Dostojevského aj. nakonec nebyla publikována a jsou dnes součástí pozůstalosti v držení M. Štěpánka ml. (Dle soudního rozhodnutí má být pozůstalost Miroslava Štěpánka rozdělena mezi obě jeho děti.)
V době své pracovní kariéry Miroslav Štěpánek s rodinou udržoval přátelský vztah mj. s básníkem a spisovatelem Františkem Hrubínem a to až do jeho smrti. Je známo, že Miroslav Štěpánek byl autorem jednoho z novinových nekrologů k úmrtí Františka Halase.
S filmem začínal Miroslav Štěpánek jako výtvarník u Václava Bedřicha – mj. na filmu Modré pondělí.
Spolu se scenáristou Ivanem Urbanem a režisérem Břetislavem Pojarem byl režisér Miroslav Štěpánek jedním z autorů legendárního animovaného seriálu o dvou plyšových medvědech Pojďte pane, budeme si hrát. Jde o jediného autora loutek, proměn loutek a maleb u této série, stejně tak u nedokončeného seriálu Zahrada, tj. podobně koncipovaných děl vzniklých ve spolupráci s Břetislavem Pojarem. Nejinou funkci zastával u sérií kreslených snímků Dášeňka, příběhů s hrdinou Kamenáčem Billem a u dalších snímků, na nichž byl autorem výtvarné koncepce, tvůrcem postav a výtvarných návrhů.
Vedle těchto děl lze namátkou zmínit také Štěpánkovu legendární a plně autorskou C.K. Střelnici. Štěpánek byl vynálezcem technologie loutek, jejichž nový druh stylizace umožnil groteskní, ne reálný typ pohybu hlavy a končetin. Tyto loutky byly užity poprvé významně v jeho a Pojarově sérii filmů o medvědech Pojďte pane, budeme si hrát.
Od roku 1983 dlouhá léta stál Miroslav Štěpánek mimo obor hlavně z důvodů autorskoprávních neshod s Břetislavem Pojarem. V tomto období byl vedením Krátkého filmu bez udání důvodů odňat oproti smlouvě s německým koproducentem TV 2000 Film- und Fernsehproduktions Štěpánkův výtvarný a konceptorský podíl na projektu Krysař, jenž měl dle dohody umělce s Evaldem Schormem vzniknout v režii tohoto dalšího významného autora české filmové Nové vlny. Snímek byl posléze realizován v Krátkém filmu výtvarníkem a režisérem Jiřím Bartou, kterého vlastní koncepce, scénografie a figury byly mezinárodním publikem a médii mnohanásobně oceněny. Nicméně Štěpánkova výprava a cca 60 vytvořených loutek k zamýšlenému dílu byly po dvou letech příprav na tento filmový projekt známými profesními odborníky jm. J. Pošem, P. Zvoníčkem, J. Kesnerem st., J. Šetlíkem, Z. Škapovou a dalšími hodnoceny coby nejvýznamnější artefakty své doby i oboru. Svou koncepci a loutky k filmu Krysař Miroslav Štěpánek prezentoval včetně osobního shrnutí své tvorby do té doby v galerii Zámku Roztoky, dále pak na výstavách výtvarníků animovaného filmu v Mánesu v roce 1987 a při expozici Česká loutka v Císařské konírně Pražského hradu v letech 2003–2004.
V posledních letech života připravoval svoji výstavu pro galerii Nová Síň, pracoval na computerových grafikách, jež mínil vystavit, a pak chystal svou knihu s Medvědy od Kolína. Mimo to se věnoval obhajobě svých autorských práv. Vymínil si návrat svého jména do režisérské pozice u titulků v sérii filmů Pojďte pane, budeme si hrát a na obal DVD a VHS vydání, které byly po léta distribuovány s neoriginální verzí titulků omezenou na jméno jediného režiséra série, bývalého kolegy B. Pojara. Přesto kupř. na televizní nosiče a do vysílání dílů série na českých stanicích se oprava vždy a všude prokazatelně nedostala, naopak titulky a propagace byly nadále znovu upravovány bez vědomí Miroslava Štěpánka a dědiců jeho práv (naposledy u vydání DVD s Medvědy od Kolína v r. 2012), čímž se okruh Břetislava Pojara snaží mírnit neoddiskutovatelnou nadřazenost Štěpánkovy autorské práce u společně tvořených vizuálních děl.
V roce 2003 Štěpánek obdržel (jako první v historii udělování tohoto ocenění vyhlašovaného tzv. Skupinou samozvanců) Cenu Andreje ´Nikolaje´ Stankoviče za celoživotní dílo v oblasti českého animovaného filmu, za autorství výtvarné podoby a animační technologie seriálu “Pojďte pane, budeme si hrát”, za režii tohoto seriálu (samostatně navíc režíroval 6 z 11 dílů) a za zásadní podíl na dalších snímcích, které zbulvarizovaná média neoprávněně po léta připisují pouze Břetislavu Pojarovi. Cenu Andreje Stankoviče získal Miroslav Štěpánek rovněž za svůj více než dvacetiletý nekompromisní postoj k situaci v českém animovaném filmu.

## Dílo

### Režijní filmografie
- 1973 – Nazdar, kedlubny (z cyklu Pojďte pane, budeme si hrát)
- 1972 – A neříkej mi Vašíku (z cyklu Pojďte pane, budeme si hrát)
- 1971 – Psí kusy (z cyklu Pojďte pane, budeme si hrát)
- 1970 – Co to bouchlo (z cyklu Pojďte pane, budeme si hrát), O pardálu, který voněl (z cyklu Pojďte pane, budeme si hrát)
- 1969 – Co žížala netušila
- 1968 – C. K. Střelnice
- 1967 – Jak šli spát (z cyklu Pojďte pane, budeme si hrát)
- 1966 – Držte si klobouk (z cyklu Pojďte pane, budeme si hrát), Jak jedli vtipnou kaši (z cyklu Pojďte pane, budeme si hrát)
- 1965 – Potkali se u Kolína, Jak jeli k vodě, K princeznám se nečuchá (z cyklu Pojďte pane, budeme si hrát)

### Výtvarná filmografie
- 1983 – Black and White, KF
- 1981 – Pohádka o Kubovi Kostečkovi, o počmáraném pejskovi
- 1980 – Die Zauberlanterne (Kouzelná lampa), DEFA
- 1979 – Dášeňka – Jak se narodila, ČT
- 1979 – Dášeňka – Jak uviděla svět, ČT
- 1979 – Dášeňka – Jak rostla, ČT
- 1979 – Dášeňka – Co měla na práci, ČT
- 1979 – Dášeňka – Mnoho vody uteklo, ČT
- 1979 – Dášeňka – Jak sportovala, ČT
- 1979 – Dášeňka – Jak šla do služby, ČT
- 1977 – Velryba Abyrlev, KF
- 1977 – O myších ve staniolu, KF
- 1976 – Jak ulovit tygra, KF
- 1975 – O té velké mlze, KF
- 1974 – Milovník zvířat, KF
- 1973 – Nazdar, kedlubny, KF
- 1973 – Jabloňová panna, KF
- 1972 – Kamenáč Bill a jeho přepevné laso, KF
- 1972 – A neříkej mi Vašíku, KF
- 1971 – Psí kusi, KF
- 1971 – O pardálu, který voněl, KF
- 1971 – Kamenáč Bill a ohromní moskyti, KF
- 1970 – Co to bouchlo?, KF
- 1969 – Co žížala netušila, KF
- 1969 – C.K. Střelnice, KF
- 1968 – Pomsta, 1968, KF
- 1968 – Moc osudu, KF
- 1968 – Město smutku, KF
- 1967 – Meč, KF
- 1967 – Jak šli spát, KF
- 1966 – Jak jedli vtipnou kaši, KF
- 1966 – Držte se klobouk, KF
- 1965 – K princeznám se nečuchá, KF
- 1965 – Jak jeli k vodě, KF
- 1965 – Potkali se u Kolina, KF
- 1964 – Proměna, KF
- 1964 – Kamenáč Bill a drzí zajíci, KF
- 1963 – Solidní dědeček, KF
- 1962 – Malé, ale moje!, KF
- 1962 – Čtyřicet dědečků, KF
- 1961 – Kočičí škola, KF
- 1960 – Malování pro kočku, KF
- 1960 – Kočičí slovo, KF
- 1958 – Modrý pondělek, KF

## Výstavy

### Samostatné výstavy (neúplné)
- 1946 Grafický kabinet Leopold Mazáč, Praha / katalog "Grafik Miroslav Štěpánek", autor textu – Doležal František, Národní osvobození, rok vydání/vzniku: 1946/10/25, ročník: 17
- 1985 Galerie FRONTA, Praha
- 1988 Galerie Zámku Roztoky u Prahy
- 1990 Galerie Památník Vyšehrad, Praha

### Skupinové výstavy (neúplné)
- 1946 SČUG Hollar, Praha – Členská výstava
- 1947 Rio de Janeiro – Exposição de pintores tchecoslovacos, autor textu v katalogu – Rosa Santa
- 1976 Středočeská galerie, Praha – Středočeští výtvarníci
- 1981 Středočeská galerie, výstavní síně, Praha – Středočeští výtvarníci k 60. založení KSČ, kurátor Čemus Otakar (nar. 25.2.1928)
- 1984 Středočeská galerie, výstavní síně, Praha – 3. členská výstava středočeských výtvarníků, kurátorka Jiráčková Blanka (nar. 8.5.1950)
- 1985 Praha – Vyznání životu a míru / Přehlídka československého výtvarného umění k 40. výročí osvobození Československa Sovětskou armádou, kurátor Spilka František (nar. 13. 11. 1877)
- 1985 Dom kultúry, Bratislava – Vyznání životu a míru / Přehlídka československého výtvarného umění k 40. výročí osvobození Československa Sovětskou armádou, kurátor Spilka František (nar. 13. 11. 1877)
- 1988 Výstavní síň Mánes, Praha – Výtvarníci animovaného filmu
- 2003 Císařská konírna Pražského hradu, Praha – Česká loutka

## Ocenění (neúplné)
- 1961 Hlavní cena Lev sv. Marka IFF Venezia za film Kočičí škola (KF Praha, 1961)
- 1963 Čestné uznání IFF Oberhausen za film 40 dědečků (KF Praha, 1962)
- 1966 Zlatý pelikán – IFF Mamaia za film K princeznám se nečuchá (KF Praha, 1965)
- 1967 Zlatý pelikán – IFF Teherán za film Držte si klobouk (KF Praha, 1966)
- 1967 Zvláštní cena poroty – IFF Teherán za film Držte si klobouk (KF Praha, 1966)
- 1967 Cena ÚV ČSM za film Držte si klobouk (KF Praha, 1966)
- 1966 Hlavní cena a Cena Čs. ﬁlmu – DKF Karlovy Vary za filmy Potkali se u Kolína, Jak jeli k vodě, K princeznám se nečuchá (KF Praha, 1965)
- 1967 Cena Trilobit – FITES za film K princeznám se nečuchá (KF Praha, 1965)
- 1969 Hlavní cena – ARSﬁlm Kroměříž za film Pomsta (KF Praha, 1967/68)
- 1969 Zvláštní cena poroty – ARSﬁlm Kroměříž za film C. K. Střelnice (KF Praha, 1969)
- 1970 Hlavní cena – FČSF Piešťany za film C.K. Střelnice (KF Praha, 1969)
- 1970 Silver HUGO – IFF Chicago za film C. K. Střelnice (KF Praha, 1969)
- 1970 Zvláštní cena poroty – IFF Columbus za film C. K. Střelnice (KF Praha, 1969)
- 1970 Červená stuha – IFF New York za film C.K. Střelnice (KF Praha, 1969)
- 1970 Special Price – IFF San Francisco za film C. K. Střelnice (KF Praha, 1969)
- 1971 Výběr mezi 20 nejlepších ﬁlmů světa – Los Angeles za film C. K. Střelnice (KF Praha, 1969)[zdroj?]
- 1971 Stříbrný tolar – ARSﬁlm Kroměříž za film Psí kusy (KF Praha, 1971)
- 1972 Cena Jiřího Trnky – IFF Gottwaldov za film Psí kusy (KF Praha, 1971)
- 1971 Čestné uznání – ARSﬁlm Kroměříž za film Kamenáč Bill a ohromní moskyti (KF Praha, 1971)
- 1971 Stříbrný střevíček – IFF Gottwaldov za film Kamenáč Bill a ohromní moskyti (KF Praha, 1971)
- 1973 Golden South Cross – IFF Adelaide za film Kamenáč Bill a ohromní moskyti (KF Praha, 1971)
- 1979 Main Golden Price – IFF Odense za film Jabloňová panna (KF Praha, 1973)
- 1974 Cena Jiřího Trnky – IFF Gottwaldov za film Jabloňová panna (KF Praha, 1973)
- 1974 Stříbrný tolar – ARSﬁlm Kroměříž za film Jabloňová panna (KF Praha, 1973)
- 1975 Zvláštní cena poroty – IFF Gottwaldov za film Milovník zvířat (KF Praha, 1974)
- 1975 Stříbrný tolar – ARSﬁllm Kroměříž za film Milovník zvířat (KF Praha, 1974)
- 1977 Zvláštní cena poroty – IFF Gottwaldov za film Jak ulovit tygra (KF Praha, 1976)
- 1978 Cena Jiřího Trnky – IFF Gottwaldov za film O myších ve staniolu (KF Praha, 1977)
- 1978 Cena Jiřího Trnky – IFF Gottwaldov za film Velryba Abyrlev (KF Praha, 1977)
- 2003 Cena Andreje ´Nikolaje´ Stankoviče za celoživotní dílo v oblasti českého animovaného filmu aj.